# Eremaeozetes maculosus
Eremaeozetes maculosus är en kvalsterart som beskrevs av Sandór Mahunka 1995. Eremaeozetes maculosus ingår i släktet Eremaeozetes och familjen Eremaeozetidae. Inga underarter finns listade i Catalogue of Life.